# Ruisseau à l'Eau Chaude
Le ruisseau à l'Eau Chaude coule dans la région administrative de Chaudière-Appalaches, au Québec, au Canada, dans les municipalités régionales de comté de :
- MRC Les Etchemins : municipalité de Saint-Luc-de-Bellechasse ;
- MRC de Bellechasse : municipalités de Notre-Dame-Auxiliatrice-de-Buckland, Saint-Nazaire-de-Dorchester et Saint-Léon-de-Standon.

Le "ruisseau à l’Eau Chaude" est un affluent de la rive est de la rivière Etchemin laquelle coule vers le nord pour se déverser sur la rive sud du fleuve Saint-Laurent, en face de la ville de Québec.

## Géographie
- côté nord : rivière des Orignaux (rivière de la Fourche), rivière du Moulin (rivière aux Billots) ;
- côté est : rivière des Mornes, rivière à Bœuf, rivière Blanche (rivière Etchemin), rivière Etchemin ;
- côté sud : ruisseau Rover, rivière des Fleurs (rivière Etchemin), rivière Etchemin ;
- côté ouest : ruisseau de la Fromagerie, rivière Etchemin.

Le "ruisseau à l’Eau Chaude" tire sa source au cœur du Massif du Sud, dans les Monts Notre-Dame, dans la municipalité de Saint-Luc-de-Bellechasse. Cette source est située tout près (côté ouest) de la source de la rivière à Bœuf, soit à 5,7 km au sud-est du centre du village de Saint-Damien-de-Buckland, à 6,6 km au nord du centre du village de Saint-Luc-de-Bellechasse et à 11,3 km à l'est du village de Saint-Nazaire-de-Dorchester.
À partir de sa source, le "ruisseau à l’Eau Chaude" coule en zone forestière et montagneuse, contournant la Montagne Fillion, sur 17,9 km répartis selon les segments suivants :
- 2,4 km vers le nord-ouest dans Saint-Luc-de-Bellechasse, jusqu'à la limite municipale de Notre-Dame-Auxiliatrice-de-Buckland ;
- 2,2 km vers l'ouest, jusqu'à la route du rang Saint-Louis ;
- 2,6 km vers le sud-ouest, jusqu'à la route du 9e rang ;
- 1,9 km vers l'ouest, jusqu'à la limite municipale entre Notre-Dame-Auxiliatrice-de-Buckland et Saint-Nazaire-de-Dorchester ;
- 2,1 km vers le sud-ouest en recueillant les eaux de la décharge du Lac du Six (venant du nord), jusqu'à une route de campagne ;
- 1,7 km vers le sud-ouest en recueillant les eaux du "ruisseau à l'Eau Claire" (venant du nord), jusqu'à une route de campagne ;
- 1,6 km vers le sud, jusqu'à la route du 4e rang Sud ;
- 0,4 km vers le sud, jusqu'à la limite municipale entre Saint-Nazaire-de-Dorchester et Saint-Léon-de-Standon ;
- 2,2 km vers le sud-ouest en recueillant les eaux du "ruisseau de la Fromagerie" (venant du nord) et du ruisseau Rover (venant de l'est), jusqu'à la route 277 ;
- 0,8 km vers le sud, jusqu'à sa confluence.

Le "ruisseau à l’Eau Chaude" se jette sur la rive est de la rivière Etchemin. La confluence du "ruisseau à l'Eau Chaude" est située à 5,6 km (3,3 km en ligne directe) en aval du pont du village de Saint-Léon-de-Standon et 5,7 km au sud du centre du village de Saint-Nazaire-de-Dorchester.

## Toponymie
Le toponyme "ruisseau à l’Eau Chaude" a été officialisé le 5 décembre 1968 à la Commission de toponymie du Québec.